# Morelli M-100
Il Morelli M-100 era un aliante monoposto da addestramento e competizione realizzato dall'azienda italiana Aeromere di Trento a partire nel 1956, e prodotto, anche in Francia su licenza, per un totale di 223 esemplari.

## Storia
Nel corso del 1952 Alberto e Piero Morelli, con Attilio Lausetti, Franco e Mario Ferrero, Luigi Marazzi Ghisleri ed Aldo Conti, costituirono il Centro di Volo a Vela del Politecnico di Torino (CVT) al fine di progettare, costruire e sperimentare nuovi tipi di alianti e i loro relativi equipaggiamenti.
Nel gennaio 1956 l'Aero Club d'Italia emise un requisito per la realizzazione di un aliante da addestramento e competizione, monoposto, con cui equipaggiare i vari Aero Club sparsi sul territorio nazionale al fine di diffondere il volo a vela.
Secondo il bando di concorso tale aliante doveva essere innanzitutto di produzione economica, robusto e facile da riparare ed ispezionare, con caratteristiche tali da renderlo idoneo sia all'uso sportivo che per l'addestramento al fine di conseguire la patente di pilotaggio C. Il requisito chiedeva agli interessati un preventivo per la produzione di un prototipo e una preserie di dieci esemplari.
Il 14 aprile dello stesso anno il professor ingegnere Pietro Morelli, che all'epoca lavorava presso il Politecnico di Torino, presentò un proprio progetto, designato M-100, che fu designato vincitore dall'Aero Club d'Italia. Il prototipo del nuovo modello fu realizzato nello stabilimento della ditta Nicolotti & Figli di Torino, e appena ultimato fu trasferito a Rieti, dove andò in volo per la prima volta nel corso del 1957 nelle mani del pilota collaudatore Quirino Scano appartenente al Centro Nazionale di Volo a Vela. Durante i voli di collaudo emersero alcuni inconvenienti che Alberto Morelli provvide a risolvere personalmente nel corso dello stesso anno.
Nel 1958 la Fédération Aéronautique Internationale pubblicò le nuove regole per la creazione della Classe Standard per gli alianti da competizione, e poiché l'M-100 era molto vicino alla specifica fu deciso di sviluppare una nuova versione, designata M-100S (Standard). Dotato di ala irrobustita, con apertura alare portata a 15 m, impennaggio di coda di tipo standard, e freni alari rotanti portati da due a tre.
Il prototipo di questa nuova versione fu costruito a Trento dalla compagnia Aeromere e collaudato da Alberto Morelli sull'aeroporto dell'Aeritalia il 23 gennaio 1960. Il secondo prototipo andò in volo per la prima volta il 14 maggio nelle mani dell'esperto collaudatore Ferruccio Vignoli. Il capitano Vignoli eseguì un severo collaudo degli aerofreni installati partendo da una quota di sicurezza di 1.600 m.

## Descrizione tecnica
L’M100 è dotato di profili alari NACA 63-618/63-615 Mod laminari, diruttori costituiti da due coppie di piastre rotanti in resina poliestere su supporto in lana di vetro, fusoliera con sezione maestra di appena 0,43 m2. Il carrello di atterraggio è costituito da una ruota pneumatica solidale con il pattino molleggiato. I piani di coda sono a T, e i comandi rigidi.
Le modifiche introdotte nell'M-100S interessarono l'ala, dotata di profilo alare alla radice NACA 63-3-618 Mod e all'estremità NACA 63-3-615 Mod, con diedro di 2,50° e apertura alare portata a 15 metri. I profili alari vennero ispessiti al fine di ottenere una maggiore rigidezza della struttura. L'ala era costruita in legno, aveva centine spaziate di 300 mm, bordo di entrata rivestito con compensato di betulla fino al longherone che aveva le solette in lamellato di faggio. Il rivestimento era in tela per il 45% della superficie alare. I diruttori furono aumentati da due a tre coppie di piastre per ogni semiala, con più ampia superficie per ogni piastra, e vennero anche modificati gli attacchi ala-fusoliera.
La fusoliera era di costruzione lignea, dotata di falso guscio con correnti in abete rosso e rivestimento in compensato di betulla. La capottina era realizzata in Lexan, ed aveva cerniere laterali per l'apertura. La fusoliera aveva forma differente da quella dell'M-100, soprattutto nella parte posteriore, era dotata di migliorata accessibilità e abitabilità della cabina di pilotaggio. I piani di coda risultavano sostanzialmente modificati rispetto all'M-100 così come il treno d'atterraggio che, abbandonata la precedente soluzione, montava una ruota di 300 mm di diametro collegata elasticamente alla fusoliera mediante tamponi di gomma e un piccolo pattino anteriore ammortizzato.
I comandi alettoni, equilibratore e diruttore erano rigidi e montati su nodi sferici.

## Impiego operativo
I primi 85 esemplari dei due modelli furono prodotti in Italia, dapprima dall'Aeromere di Trento e poi dall'Avionautica Rio di Sarnico. In seguito ulteriori 140 furono costruiti su licenza dalla francese CARMAM (Coopérative d'Approvisionnement et de Réparation de Matériel Aéronautique de Moulins), presso lo stabilimento di Moulins-Avernes, con la designazione di M-100S "Mésange". La produzione ha raggiunto un totale di 223 esemplari costruiti fino al 1970.
Questo modello di aliante ha vinto numerosi Campionati Italiani in Classe Standard, e l'M-100S ha preso parte ai Campionati Mondiali in Germania (1960), Argentina (1963), e Gran Bretagna (1965). L'esportazione ha riguardato diversi paesi europei, USA, Canada, Argentina, Sudafrica e Australia.

## Versioni
- Morelli M-100: designazione generica del progetto
- CVT M-100: primo prototipo progettato presso il Centro di Volo a Vela del Politecnico di Torino (CVT) e realizzato presso la fabbrica Nicolotti & Figli di Torino.[1]
- Aeromere M-100S: nuova versione del precedente, realizzata in risposta alla nuova specifica per la standardizzazione degli alianti, emessa dalla FAI nel corso del 1958. Realizzata dagli stabilimenti Aeromere.
- Avionautica Rio M-100S: versione del precedente realizzata dagli stabilimenti Avionautica Rio di Sarnico, provincia di Bergamo.
- CARMAM M-100S Mésange: versione dell'M-100S realizzata in Francia presso gli stabilimenti CARMAM (Coopérative d'Approvisionnement et de Réparation de Matériel Aéronautique de Moulins). Risultano prodotti 140 esemplari.
- Aer-Pegaso M-100S: designazione alternativa per gli esemplari prodotti in Italia.

### Annotazioni
1. ↑  La sezione della radice alare passava dal 14% al 18%.

### Fonti
1. 1 2  Shenstone, Wilkinson 1958, pp. 151-152.
2. 1 2 3 4 5 6  Aeromedia.
3. 1 2 3 4 5 6  Jimdoofree.
4. ↑  Shenstone, Wilkinson 1963, pp. 140-141.
5. 1 2 3 4 5 6 7 8 9 10 11 12 13  Web Archive.
6. 1 2 3 4  Digilander Libero.